# Estola nigrodorsalis
Estola nigrodorsalis là một loài bọ cánh cứng trong họ Cerambycidae.